# Sebastian Kurz
Sebastian Kurz (Beč, 27. kolovoza 1986.), austrijski političar i najmlađi kancelar u austrijskoj povijesti.

## Rani život
Rođen je 1986. godine u Beču, kao jedino dijete u katoličkoj obitelji majke Elisabeth, srednjoškolske učiteljice, i oca Josefa, tehničara. U rodnom Beču pohađao je pučku i srednju školu. Poslije državne mature 2004., pohađao je vojni rok, nakon kojeg upisuje smjer odvjetništva na Pravnom fakultetu Bečkog sveučlišta. Ubrzo napušta studij kako bi se posvetio politici.

## Politička karijera
S 24 godine postao je gradski vijećnik u Beču, s 25 državni tajnik za useljavanje, a s 27 ministar vanjskih poslova, najmlađi šef diplomacije u svijetu. Na toj je dužnosti pokazao gotovo državničke sposobnosti ravnopravno komunicirajući s kolegama iz drugih zemalja te se istaknuo u pregovorima o iranskom nuklearnom programu 2015. u Beču. Oštro je kritizirao apsolutističku vladavinu Recepa Tayyipa Erdoğana u Turskoj te je Austrija tijekom njegova mandata bila jedina članica EU koja je zahtijevala raskid pregovora o pristupanju Turske EU.
U svibnju 2017. izabran je za predsjednika Austrijske narodne stranke, nakon što su visoki stranački dužnosnici prihvatili njegov ultimatum od sedam točaka: dali su mu otvorene ruke da sam bira svoje suradnike i predsjedništvo stranke, da sam formira izbornu listu i odluči s kim će koalirati. Uz sve navedeno, privaćeno je da na izbore izađe kao čelnika ÖVP-a, več pod imenom “Lista Sebastiana Kurza”. U javnosti je bio ocijenjen spasiteljem dugo godina bezidejne stranke, zbog čega su ga uspoređivali s francuskim predsjednikom Emmanuelom Macronom i prozvali "Wunderwuzzlom" (čudom od djeteta).
Svoj izborni program za parlamentarne izbore temeljio je na svom sloganu "Vrijeme je", uspješnim javnim nastupima u televizijskim debatama te jasnim stavom prema migracijskoj krizi, prema kojem se zalagao za ukidanje tzv. "balkanske" i "mediteranske rute" i politiku zavorenih granica kakvu je vodio i tijekom ministarskog mandata. Istaknuo je i važnost borbe protiv arapskog utjecaja u zemljama Jugoistočne Europe, posebice problem vehabizma i islamskog ekstremizma i fundamentalizma u BiH. Osim imena, želeći se simbolično ograditi od zastarjele politike ÖVP-a, promijenio je boju iz crne (tradicionalne boje narodnjaka) u svijetlu tirkiznu, uz svoj prepoznatljiv izgled i sliku modernog političara.
Već uoči samih izbora, prema anketama vodio je između 6 i 8 posto ispred protukandidata Christiana Kerna, bivšeg socijaldemokratskog kancelara, i Christiana Strachea, čelnika Slobodarske stranke (FPÖ-a). Kritičari su ga tijekom kampanje prozivali Kaiser (Car) in Mesija, aludirajući na Joerga Haidera, političara koji je spasio umiruću Slobodarsku stranku ojačavši je do te mjere da je 2000. ušla u sastav konzervativne vlade.
Na prijevremenim parlamentarnim izborima odnio je pobjedu, zbog koje je izjavio kako će u Austriju uvesti "novu političku kulturu". Nakon prebrojavanja rekordnih 889.000 glasova pristiglih dopisnim glasovanjem (poštom), kojima se trebala riješti tijesna utrka za drugo mjesto između socijaldemokrata i slobodara, 18. prosinca 2017. prisegnuo je pred predsjednikom Alexanderom van der Bellenom kako kancelar nove koalicijske vlade ÕVP-a i FPÖ-a i time postao najmlađi kancelar u povijesti Austrije i najmlađi europski državnik.

## Odjeci u javnosti
Dan nakon proglašenja izborne pobjede i objavljivanja izbornih rezultata, 17. listopada 2017., njemački satirički časopis Titanic objavio je na svojoj naslovnici Kurzovu sliku s ciljnikom i naslovom Konačno moguće: Ubiti bebu Hitlera (Endlich möglich: Baby-Hitler töten), koju su austrijski mediji prozvali "pozivom na ubojstvo", a protiv časopisa istragu je pokrenula Austrijska policija preko Saveznog ureda za zaštitu ustavnog poretka i borbu protiv terorizma. Svojim naslovom, urednici časopisa aludirali su na tzv. djedov paradoks. Brojni njemački i austrijski mediji prozvali su časopis za ovaj istup.